# Ljoedmila Saveljeva
Ljoedmila Michajlovna Saveljeva (Russisch: Людмила Михайловна Савельева) (Leningrad, 24 januari 1942) is een Russisch actrice en balletdanseres.
Na haar balletopleiding in Leningrad werd Saveljeva in 1962 opgenomen in het Kirovballet. In 1967 maakte ze haar filmdebuut. Ze speelde toen de rol van Natasja Rostova in de literatuurverfilming Oorlog en vrede van Sergej Bondartsjoek. Met die rol verwierf ze ook bekendheid in het Westen. Ze speelde verder ook mee in de film I girasoli van Vittorio De Sica.

## Filmografie (selectie)
- 1968: Oorlog en vrede
- 1969: I girasoli